# Молід
Молід (рум. Molid) — село у повіті Сучава в Румунії. Входить до складу комуни Вама.
Село розташоване на відстані 349 км на північ від Бухареста, 40 км на захід від Сучави, 147 км на захід від Ясс.

## Населення
За даними перепису населення 2002 року у селі проживали 900 осіб.
Національний склад населення села:
| Національність | Кількість осіб | Відсоток |
| -------------- | -------------- | -------- |
| румуни         | 888            | 98,7%    |
| німці          | 8              | 0,9%     |

Рідною мовою назвали:
| Мова      | Кількість осіб | Відсоток |
| --------- | -------------- | -------- |
| румунська | 893            | 99,2%    |
| німецька  | 5              | 0,6%     |